# Beuvrages
Beuvrages is een gemeente in het Franse Noorderdepartement (Frans: département du Nord) in regio Hauts-de-France. De gemeente telde op 1 januari 2022 6.791 inwoners en maakt deel uit van het arrondissement Valenciennes.
De gemeente ligt in de verstedelijkte agglomeratie van Valenciennes. De bebouwing is vergroeid met die van buurgemeenten Raismes en Anzin.

## Geografie
De oppervlakte van Beuvrages bedroeg op 1 januari 2022 3 vierkante kilometer; de bevolkingsdichtheid was toen 2.263,7 inwoners per km².

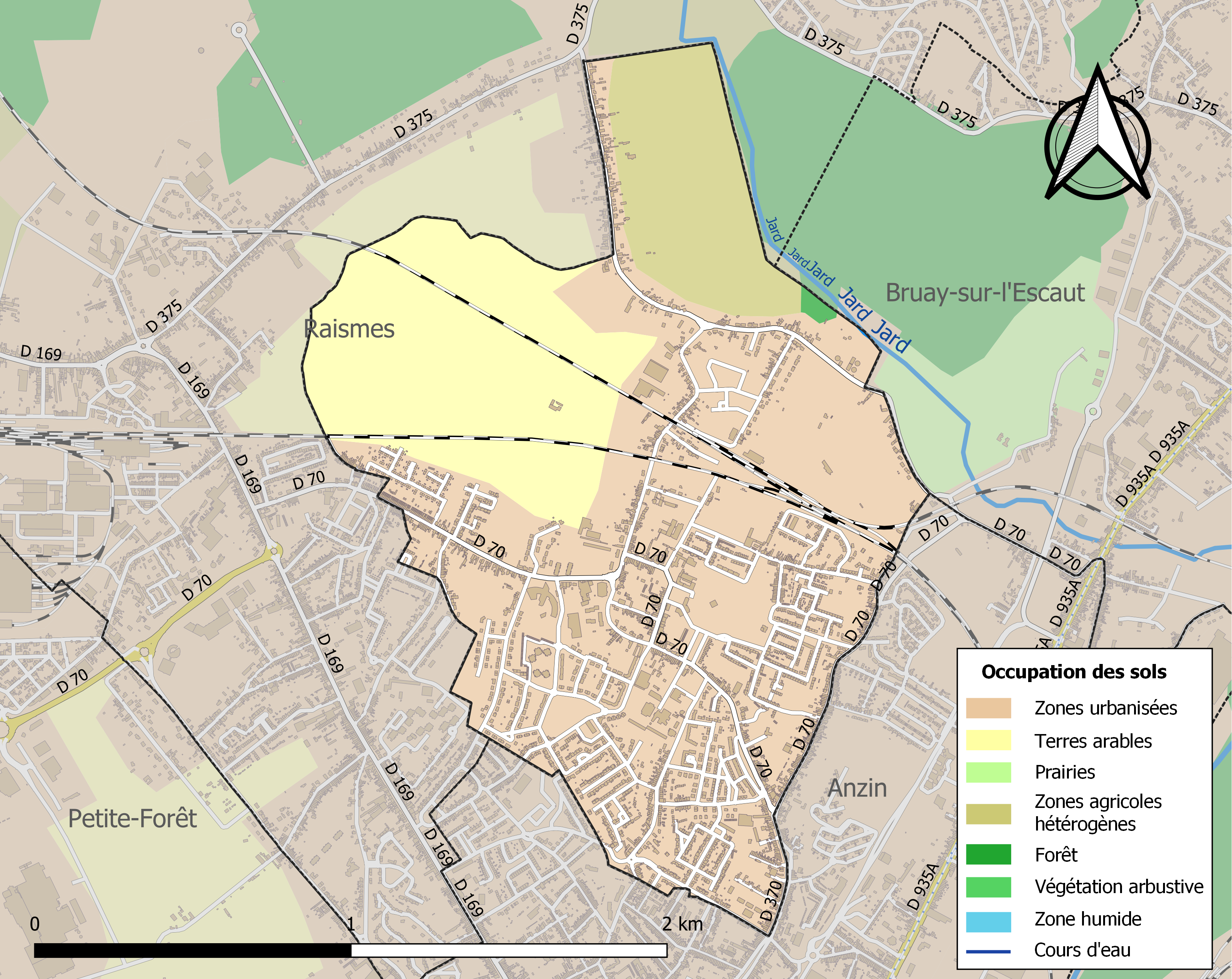
Kaart van de gemeente met belangrijkste infrastructuur, bodemgebruik en omliggende gemeenten

## Bezienswaardigheden
- De Sint-Pauluskerk (Église Saint-Paul) is een modern kerkgebouw van 1968-1970 dat de te kleine en excentrisch gelegen Sint-Salviuskerk van 1735 verving. De Sint-Salviuskerk werd gesloopt in 1975.

## Natuur en landschap
Door Beuvrages stroomt de Jard. De plaats is verstedelijkt. De hoogte aan de kerk bedraagt 33 meter.

## Demografie
Onderstaande figuur toont het verloop van het inwonertal (bron: INSEE-tellingen).

## Verkeer en vervoer
In de gemeente staat het spoorwegstation Beuvrages.

## Nabijgelegen kernen
Raismes, Bruay-sur-l'Escaut, Anzin, Saint-Saulve